# Westeuropaliga 2011/2012 (Springreiten)
Die Westeuropaliga des FEI-Weltcups Springreiten 2011/2012 (Rolex FEI World Cup™ Jumping 2011–2012, Western European League) war die 34. Saison der west- und mitteleuropäischen Liga des FEI-Weltcups der Springreiter. Der Weltcup gilt im Bereich der Westeuropaliga als wichtigste Turnierserie in der Hallensaison.

## Ablauf der Turnierserie
Nachdem die erste europäische Liga des Springreiter-Weltcups 1978/1979 neun Prüfungen umfasste, bestand die Westeuropaliga 2011/2012 zwölf Stationen. Alle diese Turniere waren als CSI 5*, der höchsten Kategorie im Springreiten, ausgeschrieben. Sie werden mit dem Zusatz -W (also CSI 5*-W) gekennzeichnet, um sie als Weltcupturniere kenntlich zu machen.
Die Serie erstreckte sich in der Saison 2011/2012 vom 12. Oktober bis zum 26. Februar. Es qualifizierten sich die besten 18 Reiter der Westeuropaliga sowie einzelne Zusatzteilnehmer („extra competitors“) für das Weltcupfinale 2012. Hauptsponsor der Westeuropaliga und des Weltcupfinals ist Rolex.
Die Weltcup-Wertungsprüfungen fanden jeweils am Sonntagnachmittag, vereinzelt auch am Samstagabend statt. Sie waren als Springprüfung mit einmaligem Stechen ausgeschrieben, die Hindernishöhe betrug bis zu 1,60 Meter. Diese Prüfungen waren jeweils mit mindestens 100.000 € dotiert.

## Medien
Die FEI übertrug die Weltcupprüfungen der Westeuropaliga kostenpflichtig über ihr Internet-Portal FEI TV. Im Fernsehen wurden die Weltcupprüfungen zumeist im Durchführungsland live übertragen, in einzelnen Staaten Europas wurden auch die anderen Prüfungen der Westeuropaliga zeitversetzt live übertragen. Eurosport als pan-europäischer TV-Sender zeigte Zusammenfassungen der Prüfungen der Westeuropaliga im Rahmen des Mittwochabendprogramms.

## Die Prüfungen

### 1. Prüfung: Oslo
Die erste Weltcupprüfung der Westeuropaliga findet traditionell in Oslo statt. Die Oslo Horse Show wurde vom 12. bis 16. Oktober 2011 in der Telenor-Arena ausgetragen. Das Weltcupspringen wurde am 16. Oktober ab 15:30 Uhr ausgetragen.
Von den 40 teilnehmenden Reitern kam die hohe Zahl von 14 Reitern in das Stechen. Mit 34,12 Sekunden hatte Rolf-Göran Bengtsson mit Casall die schnellste Zeit, hatte hierbei jedoch einen Hindernisabwurf und wurde so Neunter. Knapp eine halbe Sekunde langsamer, aber fehlerfrei blieb der Sieger der Prüfung, Pius Schwizer. Die Prüfung war mit 98.000 Euro sowie mit einem Auto des Prüfungssponsors Land Rover dotiert.
|             | Reiter            | Pferd       | 1. Umlauf | 1. Umlauf   | Stechen  | Stechen | Wertungs- punkte |
| Strafpunkte | Reiter            | Pferd       | Zeit (s)  | Strafpunkte | Zeit (s) |         | Wertungs- punkte |
| ----------- | ----------------- | ----------- | --------- | ----------- | -------- | ------- | ---------------- |
| 1           | Pius Schwizer     | Carlina     | 0         | -           | 0        | 34,63   | 20               |
| 2           | Philipp Weishaupt | Souvenir    | 0         | -           | 0        | 35,87   | 17               |
| 3           | Luciana Diniz     | Winningmood | 0         | -           | 0        | 36,64   | 15               |

(Plätze eins bis drei von insgesamt 40 Teilnehmern)

### 2. Prüfung: Helsinki
Die Helsinki International Horse Show findet vom 20. bis 23. Oktober 2011 in der Hartwall Areena in Helsinki statt. Hier wurde die zweite Station der Westeuropaliga 2011/2012 ausgetragen. Die Wertungsprüfung des Weltcups fand am 23. Oktober 2011 ab 14:45 Uhr statt. Der Parcours wurde in dieser Prüfung vom Brasilianer Guilherme Jorge aufgebaut.
Im ersten Umlauf blieben neun Reiter mit ihren Pferden fehlerfrei. Im Stechen erritt Patrice Delaveau die mit Abstand schnellste Zeit (35,14 Sekunden), hatte jedoch einen Abwurf. Es blieben vier Reiter fehlerfrei, der Sieg ging wie bereits in Oslo an Pius Schwizer. Dieser ist damit bereits fast sicher für das Weltcupfinale qualifiziert. Die Prüfung war mit 110.000 Euro dotiert.
|             | Reiter                 | Pferd               | 1. Umlauf | 1. Umlauf   | Stechen  | Stechen | Wertungs- punkte |
| Strafpunkte | Reiter                 | Pferd               | Zeit (s)  | Strafpunkte | Zeit (s) |         | Wertungs- punkte |
| ----------- | ---------------------- | ------------------- | --------- | ----------- | -------- | ------- | ---------------- |
| 1           | Pius Schwizer          | Carlina             | 0         | -           | 0        | 37,58   | 20               |
| 2           | Maikel van der Vleuten | Verdi               | 0         | -           | 0        | 38,30   | 17               |
| 3           | Malin Baryard-Johnsson | Reveur de Hurtebise | 0         | -           | 0        | 40,62   | 15               |

(Plätze eins bis drei von insgesamt 37 Teilnehmern)

### 3. Prüfung: Lyon
Seit 2009 ist die Equitá Lyon ein Weltcupturnier. Dieses fand im Jahr 2011 vom 26. bis 30. Oktober in der Eurexpo in Lyon statt. Das Weltcupspringen wurde am 30. Oktober ab etwa 15:00 Uhr durchgeführt. Erbaut wurde der Parcours dieser Prüfung vom deutschen Parcoursbauer Frank Rothenberger.
Neun Reiter blieben im ersten Umlauf fehlerfrei, eine Reiterin (Malin Baryard-Johnsson) hatte einen Zeitstrafpunkt. Den Stechparcours mit vielen eng zu reitenden Wendungen bestritten die neun Teilnehmer in Zeiten von 40,88 bis 44,24 Sekunden. Die schnellste Zeit ritt Rolf-Göran Bengtsson, der dabei fehlerfrei blieb und somit die Prüfung gewann. Ein Preisgeld von 200.000 € wurde in dieser Prüfung ausgeschüttet.
|             | Reiter               | Pferd                | 1. Umlauf | 1. Umlauf   | Stechen  | Stechen | Wertungs- punkte |
| Strafpunkte | Reiter               | Pferd                | Zeit (s)  | Strafpunkte | Zeit (s) |         | Wertungs- punkte |
| ----------- | -------------------- | -------------------- | --------- | ----------- | -------- | ------- | ---------------- |
| 1           | Rolf-Göran Bengtsson | Casall               | 0         | -           | 0        | 40,88   | 20               |
| 2           | Katharina Offel      | Cathleen             | 0         | -           | 0        | 40,95   | 17               |
| 3           | Steve Guerdat        | Nino des Buissonnets | 0         | -           | 0        | 41,62   | 15               |

(Plätze eins bis drei von insgesamt 40 Teilnehmern)

### 4. Prüfung: Verona
Die italienische Etappe der Westeuropaliga der Springreiter fand vom 3. bis 6. November 2011 im Rahmen der Fieracavalli statt. Austragungsort war die Veronafiere in Verona.
Im ersten Umlauf der Prüfung trat Eric Lamaze mit Hickstead an. Nach Beendigung des Parcours brach Hickstead tot unter seinem Reiter zusammen. Infolgedessen wurde die Prüfung abgebrochen und eine Schweigeminute abgehalten.

### 5. Prüfung: Stuttgart
Im Rahmen der Stuttgart German Masters fand die fünfte Wertungsprüfung der Westeuropaliga 2011/2012 statt. Das Turnier wurde vom 16. bis 20. November 2011 durchgeführt. Der Große Preis, der die Weltcup-Wertungsprüfung in Stuttgart darstellte, wurde am 20. November ab 14:55 Uhr durchgeführt. Der Parcours wurde hier, wie bereits im Vorjahr, von Christa Jung aus Bad Friedrichshall erbaut.
Trotz des Turniertermins weniger als eine Woche vor der Finaletappe der Global Champions Tour war der Große Preis stark besetzt. Dennoch stellte der erste Umlauf eine große Herausforderung dar, acht von vierzig Reitern verzichteten auf die Beendigung des Parcours, so auch das Vorjahressiegerpaar Carsten-Otto Nagel mit Corradina. Insgesamt qualifizierten sich sechs Reiter mit ihren Pferden für das Stechen, hiervon blieben fünf auch im Stechen fehlerfrei. Das Preisgeld betrug 100.000 € für die Platzierten sowie einen Pkw des Prüfungssponsors Mercedes-Benz für den Sieger.
|             | Reiter               | Pferd                | 1. Umlauf | 1. Umlauf   | Stechen  | Stechen | Wertungs- punkte |
| Strafpunkte | Reiter               | Pferd                | Zeit (s)  | Strafpunkte | Zeit (s) |         | Wertungs- punkte |
| ----------- | -------------------- | -------------------- | --------- | ----------- | -------- | ------- | ---------------- |
| 1           | Ludger Beerbaum      | Gotha FRH            | 0         | -           | 0        | 35,70   | 20               |
| 2           | Steve Guerdat        | Nino des Buissonnets | 0         | -           | 0        | 35,93   | 17               |
| 3           | Rolf-Göran Bengtsson | Quintero             | 0         | -           | 0        | 36,55   | 15               |

(Plätze eins bis drei von insgesamt 40 Teilnehmern)

### 6. Prüfung: Genf
In der Palexpo in Le Grand-Saconnex bei Genf fand das sechste Weltcupturnier im Rahmen der Westeuropaliga 2011/2012 statt. Der CHI Genf wurde im Jahr 2011 vom 8. bis 11. Dezember ausgetragen.
Am Sonntag, den 11. Dezember 2011, ab 14:15 Uhr fand die Weltcupprüfung von Genf statt. Erbaut wurde der Parcours vom Schweizer Rolf Lüdi.
Der erste Umlauf stellte sich in dieser Prüfung als lösbare Aufgabe für die 40 Teilnehmer dar, 16 von ihnen erreichten das Stechen. Hier gab es mit zwölf Null-Fehler-Runden. Aufgrund der großen Anzahl an Stechteilnehmer lagen die Führenden im Stechen eng beieinander, die besten Fünf innerhalb einer Sekunde. Das Preisgeld umfasste 200.000 Schweizer Franken.
|             | Reiter                    | Pferd                | 1. Umlauf | 1. Umlauf   | Stechen  | Stechen | Wertungs- punkte |
| Strafpunkte | Reiter                    | Pferd                | Zeit (s)  | Strafpunkte | Zeit (s) |         | Wertungs- punkte |
| ----------- | ------------------------- | -------------------- | --------- | ----------- | -------- | ------- | ---------------- |
| 1           | Álvaro A. de Miranda Neto | Ashleigh Drossel Dan | 0         | -           | 0        | 41,72   | 20               |
| 2           | Rolf-Göran Bengtsson      | Casall               | 0         | -           | 0        | 42,22   | 17               |
| 3           | Patrice Delaveau          | Orient Express       | 0         | -           | 0        | 42,42   | 15               |

(Plätze eins bis drei von insgesamt 40 Teilnehmern)

### 7. Prüfung: London
Bereits weihnachtlich geschmückt präsentiert sich alljährlich die Olympia London International Horse Show. Diese siebente Weltcupturnier der Westeuropaliga wurde vom 13. bis 19. Dezember 2011 in London ausgetragen. Die Weltcupprüfung wurde am 18. Dezember ab 15:00 Uhr Ortszeit ausgetragen. Parcoursbauer dieser Prüfung war der Brite Bob Ellis.
Wie bei der London International Horse Show üblich, war die Anzahl der Teilnehmer mit 34 in dieser Prüfung nicht ganz so umfangreich wie bei anderen Stationen der Westeuropaliga. Von den Teilnehmern mussten im ersten Umlauf fünf Reiter mehr als acht Strafpunkte verzeichnen, eine Reiterin beendete den Umlauf nicht. Insgesamt elf Reiter blieben mit ihren Pferden im ersten Umlauf fehlerfrei. Knapp am Stechen vorbei schrammte Holger Wulschner mit Cefalo, der die erlaubte Zeit um acht Hundertstelsekunden überschritt und somit einen Zeitstrafpunkt verzeichnen musste.
Im Stechen gab es etliche Umläufe mit einem Hindernisabwurf, nur drei Reiter blieben ohne Fehler. Mit dem Sieg behielt Ben Maher seine Position als bisher erfolgreichster Reiter des Turniers bei, Marcus Ehning auf dem zweiten Platz behielt damit den Rang zwei in der Rangierung des erfolgreichster Reiters dieses Turniers bei. Die Prüfung war mit 110.000 € dotiert.
|             | Reiter         | Pferd          | 1. Umlauf | 1. Umlauf   | Stechen  | Stechen | Wertungs- punkte |
| Strafpunkte | Reiter         | Pferd          | Zeit (s)  | Strafpunkte | Zeit (s) |         | Wertungs- punkte |
| ----------- | -------------- | -------------- | --------- | ----------- | -------- | ------- | ---------------- |
| 1           | Ben Maher      | Tripple X III  | 0         | -           | 0        | 38,71   | 20               |
| 2           | Marcus Ehning  | Sabrina        | 0         | -           | 0        | 39,05   | 17               |
| 3           | Dermott Lennon | Hallmark Elite | 0         | -           | 0        | 42,43   | 15               |

(Plätze eins bis drei von insgesamt 34 Teilnehmern)

### 8. Prüfung: Mechelen
Im belgischen Mechelen findet traditionell das letzte große Turnier des Reitsportjahres statt. Dieses Weltcupturnier, genannt Jumping Mechelen - Vlaanderens Kerstjumping, fand im Jahr 2011, wie auch in den Jahren zuvor, vom 26. bis 30. Dezember statt. Das Weltcupspringen wurde am Schlusstag ab 15:30 ausgetragen.
Der erste Umlauf der Weltcupprüfung zeigte sich als angemessene Aufgabe für Teilnehmer: Acht Reiter zeigten mit ihren Pferden eine fehlerfreie Runde und qualifizierten sich für das Stechen, vier Reiter beendeten den Umlauf nicht, Zeitstrafpunkte waren nur vereinzelt zu verzeichnen. Im Stechen blieben fünf Reiter-Pferd-Paare fehlerfrei, zwischen der Zeit des schnellsten und des langsamsten fehlerfreien Reiters befanden sich etwa 1,4 Sekunden. Der Sieg in der Prüfung ging vor heimischen Publikum an Gregory Wathelet, bester Reiter aus dem deutschsprachigen Raum war Hans-Dieter Dreher auf Rang drei. Das Preisgeld der Prüfung betrug 100.000 € und ein Fahrzeug des Prüfungssponsors Land Rover.
|             | Reiter           | Pferd               | 1. Umlauf | 1. Umlauf   | Stechen  | Stechen | Wertungs- punkte |
| Strafpunkte | Reiter           | Pferd               | Zeit (s)  | Strafpunkte | Zeit (s) |         | Wertungs- punkte |
| ----------- | ---------------- | ------------------- | --------- | ----------- | -------- | ------- | ---------------- |
| 1           | Grégory Wathelet | Copin van de Broy   | 0         | -           | 0        | 36,69   | 20               |
| 2           | Kevin Staut      | Silvana             | 0         | -           | 0        | 36,80   | 17               |
| 3           | Rik Hemeryck     | Quarco de Kerambars | 0         | -           | 0        | 37,45   | 15               |

(Plätze eins bis drei von insgesamt 38 Teilnehmern)

### 9. Prüfung: Leipzig
Nach etwa einem Monat Weltcup-Unterbrechung wurde die Westeuropaliga der Springreiter im Jahr 2012 vom 19. bis 22. Januar fortgesetzt. In diesem Zeitraum fand auf dem Leipziger Messegelände die Partner Pferd statt. Die Weltcupprüfung, der Große Preis, wurde am 22. Januar 2012 ab etwa 14:30 Uhr ausgetragen.
An der Prüfung nahmen 39 Reiter mit ihren Pferden teil, hiervon blieben 13 Reiter im Normalumlauf ohne Fehler und qualifizierten sich für das Stechen. Rolf-Göran Bengtsson verpasste das Stechen aufgrund eines Zeitstrafpunkts, drei Reiter gaben auf und ein weiterer Reiter beendete die Prüfung ebenfalls nicht.
Im Stechen setzte Katrin Eckermann zunächst in Führung, Christian Ahlmann war jedoch 17 Hundertstelsekunden schneller und übernahm die Führung. Marcus Ehning war nur unwesentlich langsamer und setzte sich auf Rang drei. Da kein weiterer Reiter an Zeit und Ergebnis dieser drei Reiter anknüpfen konnte, ging der Sieg an die amtierenden Weltcupsieger des Vorjahres an selber Stelle, Christian Ahlmann mit Taloubet Z. Die Prüfung war mit 150.000 Euro dotiert.
|             | Reiter            | Pferd      | 1. Umlauf | 1. Umlauf   | Stechen  | Stechen | Wertungs- punkte |
| Strafpunkte | Reiter            | Pferd      | Zeit (s)  | Strafpunkte | Zeit (s) |         | Wertungs- punkte |
| ----------- | ----------------- | ---------- | --------- | ----------- | -------- | ------- | ---------------- |
| 1           | Christian Ahlmann | Taloubet Z | 0         | -           | 0        | 40,60   | 20               |
| 2           | Katrin Eckermann  | Carlson    | 0         | -           | 0        | 40,77   | 17               |
| 3           | Marcus Ehning     | Sabrina    | 0         | -           | 0        | 40,86   | 15               |

(Plätze eins bis drei von insgesamt 39 Teilnehmern)

### 10. Prüfung: Zürich
Der CSI Zürich ist zum vierten Mal ein Weltcupturnier der Westeuropaliga. Das im Züricher Hallenstadion ausgetragene Turnier fand 2012 vom 27. bis zum 29. Januar statt. Die Classic genannte Weltcupprüfung wurde am 29. Januar 2012 ab 13:45 durchgeführt. Der Parcours wurde vom Schweizer Rolf Lüdi erbaut.
Der erste Umlauf war technisch sehr anspruchsvoll gebaut, insgesamt blieben sieben Reiter mit ihren Pferden ohne Fehler. Fünf von 40 Reitern gaben während des ersten Umlaufs auf. Im Stechen blieben drei Reiter fehlerfrei, der Sieg ging wie bereits im Vorjahr an einen deutschen Reiter. Das Preisgeld in dieser Prüfung betrug 258.000 CHF, hierin inbegriffen ist ein Fahrzeug des Prüfungssponsors Mercedes-Benz im Wert von über 100.000 CHF.
|             | Reiter                | Pferd            | 1. Umlauf | 1. Umlauf   | Stechen  | Stechen | Wertungs- punkte |
| Strafpunkte | Reiter                | Pferd            | Zeit (s)  | Strafpunkte | Zeit (s) |         | Wertungs- punkte |
| ----------- | --------------------- | ---------------- | --------- | ----------- | -------- | ------- | ---------------- |
| 1           | Marco Kutscher        | Cornet Obolensky | 0         | -           | 0        | 31,80   | 20               |
| 2           | Patrice Delaveau      | Ornella Mail     | 0         | -           | 0        | 32,26   | 17               |
| 3           | Edwina Tops-Alexander | Itot du Château  | 0         | -           | 0        | 32,76   | 15               |

(Plätze eins bis drei von insgesamt 40 Teilnehmern)

### 11. Prüfung: Bordeaux
Das zweite Weltcupturnier der Westeuropaliga 2011/2012 in Frankreich ist das Jumping International de Bordeaux. Dieses Turnier findet vom 3. bis 5. Februar 2012 im Parc de Expositions de Bordeaux statt.
Die Weltcupspringprüfung fand, anderes als bei den meister Weltcupturnieren, nicht am Abschlusstag, sondern am Samstagabend ab 20:30 Uhr statt. Den ersten Umlauf der Prüfung bestritten 22 von 38 Reitern mit vier oder weniger Strafpunkten. Hiervon blieben zehn Reiter fehlerfrei und qualifizierten sich für das Stechen. Hiervon blieben fünf Reiter mit ihren Pferden fehlerfrei, wobei der Vorsprung von Platz zwei und drei annähernd eine Sekunde betrug.
|             | Reiter                | Pferd               | 1. Umlauf | 1. Umlauf   | Stechen  | Stechen | Wertungs- punkte |
| Strafpunkte | Reiter                | Pferd               | Zeit (s)  | Strafpunkte | Zeit (s) |         | Wertungs- punkte |
| ----------- | --------------------- | ------------------- | --------- | ----------- | -------- | ------- | ---------------- |
| 1           | Kevin Staut           | Silvana             | 0         | -           | 0        | 34,16   | 20               |
| 2           | Edwina Tops-Alexander | Itot du Château     | 0         | -           | 0        | 34,59   | 17               |
| 3           | Rik Hemeryck          | Quarco de Kerambars | 0         | -           | 0        | 35,54   | 15               |

(Plätze eins bis drei von insgesamt 38 Teilnehmern)

### Vigo
Das südlichste Turnier der Westeuropaliga sollte vom 9. bis 12. Februar 2012 in Vigo stattfinden. Im Oktober 2011 teilten die Organisatoren des Weltcupturniers von Vigo mit, dass das Turnier aufgrund wirtschaftlicher Schwierigkeiten 2012 nicht durchgeführt werden kann.

### 12. Prüfung: Göteborg
Den Saisonabschluss der Westeuropaliga bildete 2012 die Göteborg Horse Show. Das Weltcupturnier in Göteborg fand vom 23. bis 26. Februar 2012 statt, die Weltcupprüfung wurde am 26. Februar ab 15:30 Uhr durchgeführt.
Insgesamt 38 Reiter starteten im Weltcupspringen von Göteborg, dessen Parcours von Uliano Vezzani aus Italien erbaut wurde. Der erste Umlauf des Stechens war anspruchsvoll, lediglich 15 Reiter mit ihren Pferden hatten ein Ergebnis von vier Strafpunkten oder besser, fünf Reiter erreichten das Stechen mit einer fehlerfreien Runde.
Im Stechen blieben zwei von fünf Reitern ohne Hindernis- und Zeitfehler. Als letzter Reiter im Stechen startete Philipp Weishaupt mit Monte Bellini, dieser verpasste mit einem Ergebnis von neun Strafpunkten jedoch die Chance auf dem Sieg. Für Marco Kutscher, der mit Satisfaction FRH antrat, war dieses Weltcupspringen der zweite Sieg in dieser Westeuropaliga-Saison.
|             | Reiter            | Pferd              | 1. Umlauf | 1. Umlauf   | Stechen  | Stechen | Wertungs- punkte |
| Strafpunkte | Reiter            | Pferd              | Zeit (s)  | Strafpunkte | Zeit (s) |         | Wertungs- punkte |
| ----------- | ----------------- | ------------------ | --------- | ----------- | -------- | ------- | ---------------- |
| 1           | Marco Kutscher    | Satisfaction FRH   | 0         | -           | 0        | 39,40   | 20               |
| 2           | Ludo Philippaerts | Kassini Jac        | 0         | -           | 0        | 45,35   | 17               |
| 3           | Kevin Staut       | Le Prestige de Hus | 0         | -           | 4        | 37,41   | 15               |

(Plätze eins bis drei von insgesamt 38 Teilnehmern)

## Gesamtwertung
Anhand der Gesamtwertung steht fest, welche 18 Reiter aus den Staaten in Bereich der Westeuropaliga sich für das Finale qualifizieren. Zudem können sich weitere Reiter aus anderen Staaten über die Westeuropaliga für das Weltcupfinale qualifizieren, soweit sie in Mittel- / Westeuropaliga wohnhaft sind.
Die Reiter können zudem in der Nordamerikanischen Weltcupliga Punkte sammeln (siehe „weitere“ in der nachfolgenden Tabelle). Wertungspunkte aus anderen Weltcupligen der Welt werden hingegen nicht in die Westeuropaliga übernommen.
Das Reglement findet sich im Hauptartikel zum Springreiter-Weltcup.
|    | Reiter                 | Oslo | Helsinki | Lyon | Verona | Stuttgart | Genf | London | Mechelen | Leipzig | Zürich | Bordeaux | Vigo | Göteborg | weitere | Wertungs- punkte |
| -- | ---------------------- | ---- | -------- | ---- | ------ | --------- | ---- | ------ | -------- | ------- | ------ | -------- | ---- | -------- | ------- | ---------------- |
| 1  | Kevin Staut            | 10   | (0)      | 13   | /      | (0)       | 9    | 4      | 17       | (0)     | (0)    | 20       | /    | 15       | —       | 88               |
| 2  | Rolf-Göran Bengtsson   | 7    | —        | 20   | /      | 15        | 17   | 12     | —        | (3)     | 3      | —        | /    | 5        | —       | 79               |
| 3  | Denis Lynch            | 12   | (0)      | 11   | /      | 11        | 8    | —      | 12       | (0)     | (0)    | 13       | /    | 10       | —       | 77               |
| 4  | Marco Kutscher         | 1    | —        | 6    | /      | 13        | 7    | —      | —        | 6       | 20     | (0)      | /    | 20       | —       | 73               |
| 5  | Patrice Delaveau       | 3    | 12       | 4    | /      | 8         | 15   | —      | —        | 1       | 17     | (0)      | /    | —        | —       | 60               |
| 6  | Pius Schwizer          | 20   | 20       | (0)  | /      | (0)       | (0)  | 0      | —        | 8       | 0      | 0        | /    | 7        | —       | 55               |
| 7  | Steve Guerdat          | 0    | 6        | 15   | /      | 17        | 13   | —      | —        | —       | 0      | 0        | /    | —        | —       | 51               |
| 8  | Ludger Beerbaum        | —    | —        | 10   | /      | 20        | 0    | —      | —        | 9       | 4      | 6        | /    | 0        | —       | 49               |
| 9  | Malin Baryard-Johnsson | 0    | 15       | 7    | /      | —         | —    | 1      | —        | —       | 6      | 12       | /    | 8        | —       | 49               |
| 10 | Nick Skelton           | —    | —        | —    | /      | —         | —    | 0      | —        | —       | —      | —        | /    | —        | 48      | 48               |

Plätze eins bis zehn

## Weltcupfinale
Gemeinsam mit dem Weltcupfinale der Dressurreiter wird das Weltcupfinale der Springreiter vom 18. bis 22. April 2012 in ’s-Hertogenbosch in den Niederlanden ausgetragen.